# 16220 Mikewagner
16220 Mikewagner è un asteroide della fascia principale. Scoperto nel 2000, presenta un'orbita caratterizzata da un semiasse maggiore pari a 2,7439854 UA e da un'eccentricità di 0,0644010, inclinata di 2,37736° rispetto all'eclittica.